# Tamias townsendii
Tamias townsendii е вид гризач от семейство Катерицови (Sciuridae). Видът не е застрашен от изчезване.

## Разпространение
Разпространен е в Канада (Британска Колумбия) и САЩ (Вашингтон и Орегон).

## Описание
На дължина достигат до 13,9 cm, а теглото им е около 79,1 g.
Продължителността им на живот е около 7 години. Популацията на вида е стабилна.